# Haarlemse Honkbalweek 1971
De Haarlemse Honkbalweek 1971 was een honkbaltoernooi gehouden in Haarlem van 26 juni tot en met 5 juli 1971.
Het toernooi werd gehouden in het Pim Mulierstadion in Haarlem.

De deelnemende teams waren:
- Sullivans (Amerika) - winnaar
- California Stags (Amerika) - tweede plaats
- USAFE (Amerika) - derde plaats
- Detroit ITM (Amerika) - vierde plaats
- Nederland - vijfde plaats

1e in 1961 · 2e in 1963 · 3e in 1966 · 4e in 1968 · 5e in 1969 · 6e in 1971 · 7e in 1972 · 8e in 1974 · 9e in 1976 · 10e in 1978 · 11e in 1980 · 12e in 1982 · 13e in 1984 · 14e in 1988 · 15e in 1990 · 16e in 1992 · 17e in 1994 · 18e in 1996 · 19e in 1998 · 20e in 2000 · 21e in 2002 · 22e in 2004 · 23e in 2006 · 24e in 2008 · 25e in 2010 · 26e in 2012 · 27e in 2014 · 28e in 2016 · 29e in 2018